# Marilia crea
Marilia crea är en nattsländeart som beskrevs av Martin E. Mosely 1949. Marilia crea ingår i släktet Marilia och familjen böjrörsnattsländor. Inga underarter finns listade i Catalogue of Life.